# Sullivan (thị trấn), Wisconsin
Sullivan là một thị trấn thuộc quận Jefferson, tiểu bang Wisconsin, Hoa Kỳ. Năm 2010, dân số của thị trấn này là 2.160 người.